# Biała (powiat Legnicki)
Biała (Duits: Bielau) is een dorp in het Poolse woiwodschap Neder-Silezië, in het district Legnicki. De plaats maakt deel uit van de gemeente Chojnów.